# Théâtre des Osses
Le Théâtre des Osses est une salle de spectacles suisse située à Givisiez, dans le canton de Fribourg.
Il propose chaque année cinq spectacles à l'abonnement et quatre cafés littéraires. Ouvert à son public et aux amoureux du théâtre, le Centre dramatique fribourgeois organise tout au long de l'année des activités de médiation : ateliers d'initiation au théâtre pour adultes, éveil à l'improvisation pour les enfants de 6 à 15 ans, atelier de lecture à voix haute, visites guidées complète du théâtre, stages en immersion pour les futurs comédiens et comédiennes.

## Histoire
Le Théâtre des Osses est fondé en 1978 par la metteuse en scène Gisèle Sallin et la comédienne Véronique Mermoud,. Entre 1978 et 1982, elles présentent plusieurs pièces à Genève, Sion, Veyras et notamment le one-woman-show d'Anne-Marie Yerly à Fribourg en 1982. Le Théâtre suspend ses activités jusqu'en 1988, faute de moyens.
En 1989, un industriel fribourgeois met à disposition de la compagnie un local dans l’Espace La Faye, à Givisiez. Le théâtre y présente Les Femmes savantes de Molière le 1er décembre 1990 et marque ainsi l’ouverture du lieu au public. Après d'importants travaux en 1993, cet espace devient la principale scène publique de la troupe, produisant un spectacle par année jusqu'en 2000. En 1996, le théâtre se constitue en fondation et acquiert du même coup son espace de travail. L'État de Fribourg accordent au Théâtre des Osses le titre de Centre dramatique fribourgeois en 2002. Ses deux fondatrices sont récompensées de l'Anneau Hans Reinhart en 2003 et la fondation du Prix Doron en 2014.
En 2014, les deux fondatrices passent le témoin à Geneviève Pasquier et Nicolas Rossier. 
Les archives du Théâtre des Osses sont conservées à la Bibliothèque cantonale et universitaire de Fribourg. 